# راي توماس (مغني)
راي توماس (بالإنجليزية: Ray Thomas) هو مغني وكاتب أغاني بريطاني، ولد في 29 ديسمبر 1941 في Stourport-on-Severn ‏ في المملكة المتحدة، وتوفي في 4 يناير 2018 في سري في المملكة المتحدة بسبب سرطان البروستاتا.

## وصلات خارجية
- راي توماس على موقع IMDb (الإنجليزية)
- راي توماس على موقع ميوزك برينز (الإنجليزية)
- راي توماس على موقع أول ميوزيك (الإنجليزية)
- راي توماس على موقع ديسكوغز (الإنجليزية)
- راي توماس على موقع قاعدة بيانات الفيلم (الإنجليزية)